# Финогеев, Владилен Петрович
Владилен Петрович Финогеев (19 июня 1928, Москва — 28 апреля 2014, там же) — советский учёный в области систем управления ракет, государственный деятель. Доктор технических наук, профессор. Герой Социалистического Труда (1961). Лауреат Ленинской премии.

## Биография
Окончил Московский авиационный техникум (1946) и МАИ (1952).
В 1952—1954 гг. — техник, инженер, старший инженер, начальник лаборатории НИИ автоматики и приборостроения.
В 1957—1970 гг. — начальник отделения, заместитель главного конструктора НИИ-885, с 1963 года — НИИ автоматики и приборостроения. При его участии были разработаны и испытаны системы управления ракет и ракетно-космических комплексов и пилотируемых космических аппаратов Р-11, Р-11ФМ, РТ-2, Р-9, Р-7, УР-100, УР-500, «Восток», «Союз», «Молния», «Луна», «Венера», «Марс».
В 1970—1981 гг. — заместитель министра оборонной промышленности СССР, зам. председателя Государственной комиссии по летно-конструкторским испытаниям и сдаче на вооружение ракетных комплексов «Темп-2С» и «Пионер», член Межведомственного координационного совета по атомной энергетике. В 1981—2000 годах заместитель директора ЦНИИ автоматики и гидравлики. Участвовал в создании межконтинентальных ракет, пилотируемых космических кораблей Восток, Восход, Протон.
Автор 3 монографий, более 150 научно-технических отчётов, 6 патентов на изобретения. Являлся заместителем председателя Научно-технического совета и заместителем редактора научно-технического сборника «Вопросы оборонной техники».
Умер в 2014 году. Похоронен на Хованском кладбище.

## Сочинения
Автор 3 монографий и более 100 других научных работ.
- «Ракеты и жизнь, как один миг».

## Награды
- Герой Социалистического Труда (1961);
- Орден Ленина (1961);
- Лауреат Ленинской премии (1959);
- Лауреат Государственной премии СССР (1976).
- Орден «Знак Почёта» (1956).